# Ешерсгаузен
Ешерсгаузен (нім. Eschershausen) — місто в Німеччині, розташоване в землі Нижня Саксонія. Входить до складу району Гольцмінден. Складова частина об'єднання громад Ешерсгаузен-Штадтольдендорф.
Площа — 23,87 км2. Населення становить 3488 ос. (станом на 31 грудня 2021).

## Галерея

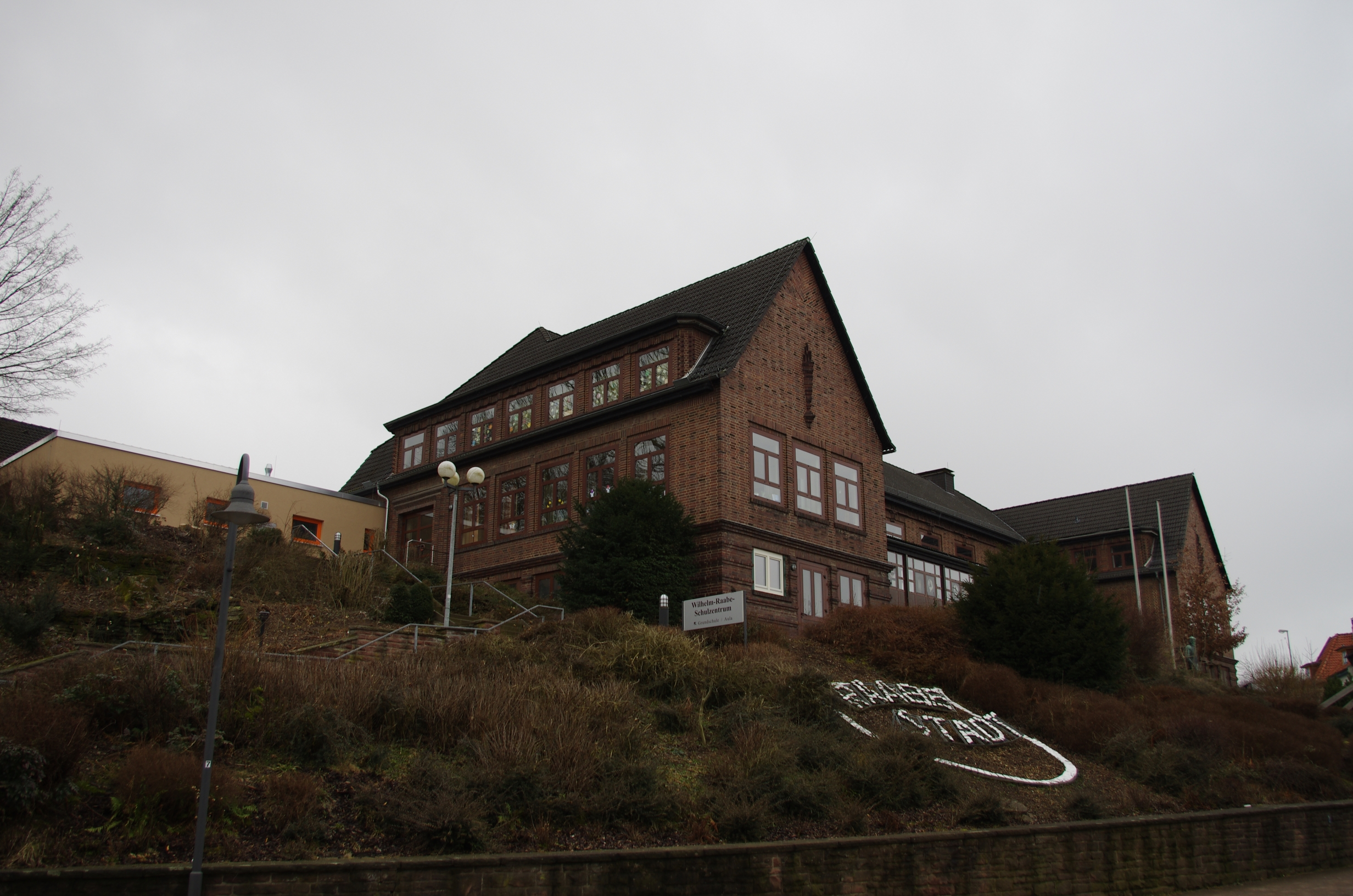
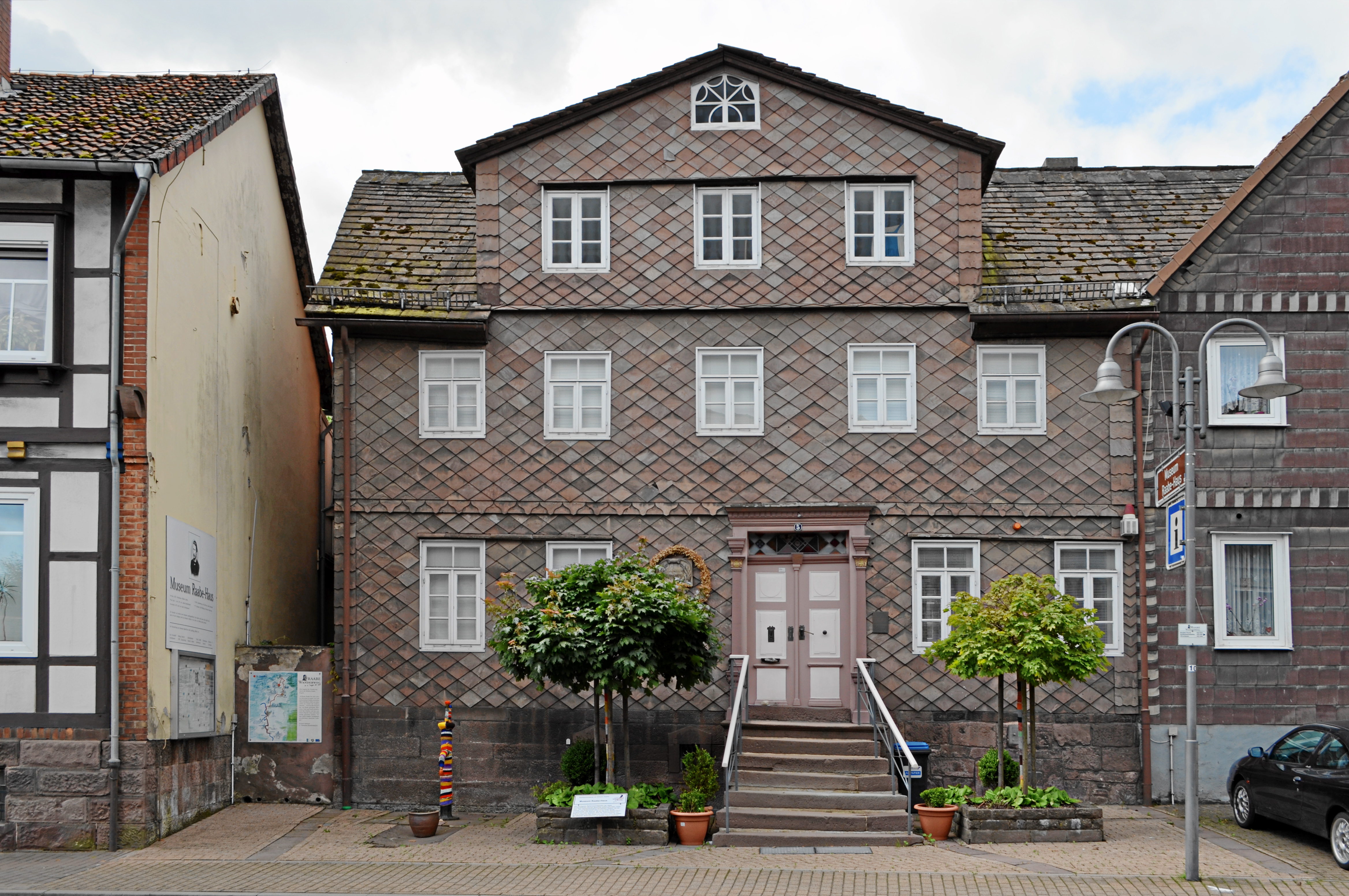
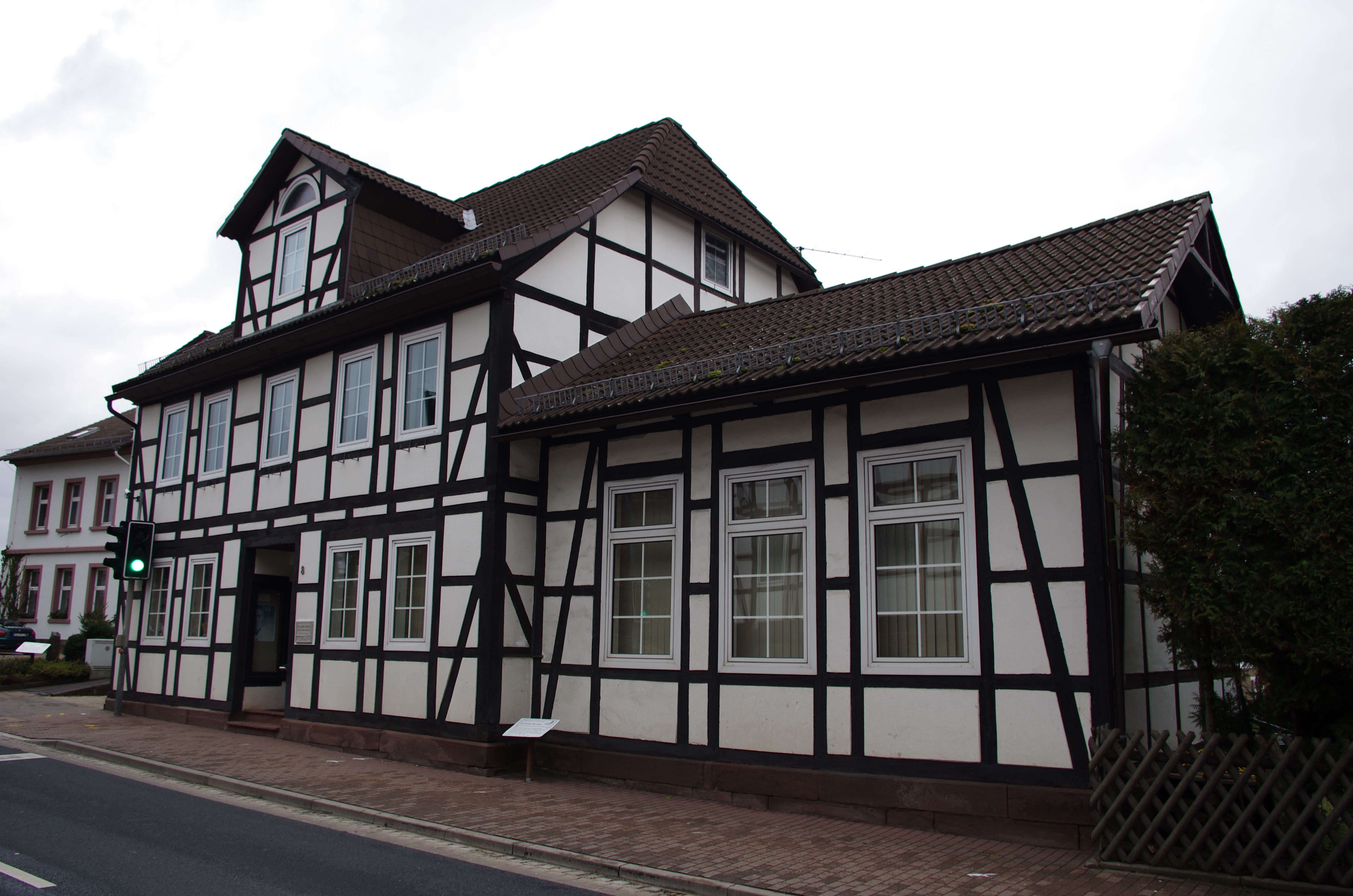
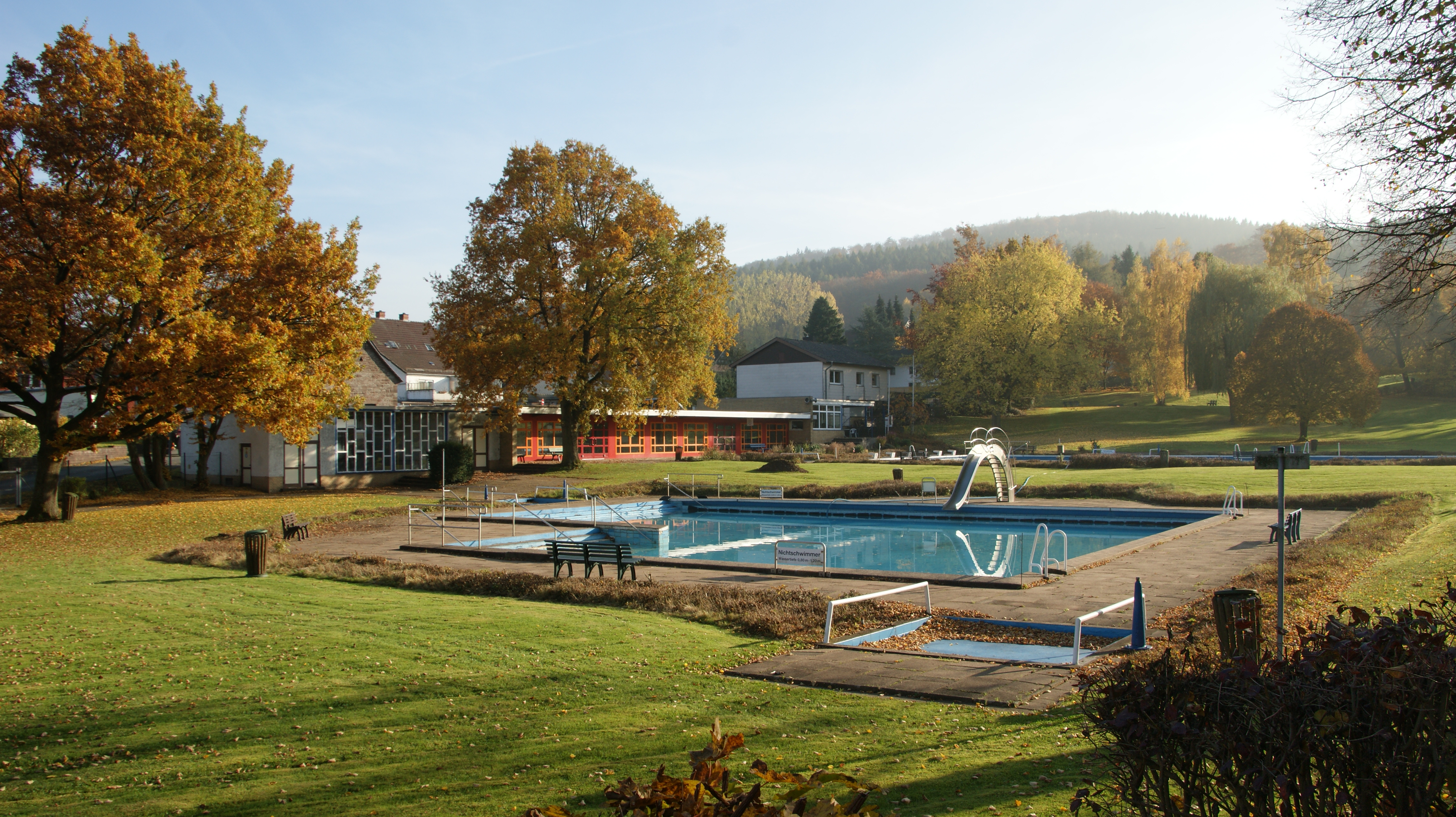